# Charlie Ntamark
Charlie Ntamark (Paddington, Inglaterra; 22 de julio de 1964) es un exfutbolista de Camerún nacido en Inglaterra que jugaba en la posición de centrocampista.

## Carrera

### Club
| Periodo   | Club               |
| --------- | ------------------ |
| 1984-1986 | Canon Yaoundé      |
| 1987–1990 | Boreham Wood FC    |
| 1990–1997 | Walsall FC         |
| 1997–1998 | Hednesford Town FC |

### Selección nacional
Jugó para Camerún en 11 ocasiones de 1987 a 1988 y participó en la Copa Africana de Naciones 1988.

## Logros

### Club
- Primera División de Camerún (2): 1985, 1986
- Copa de Camerún (1): 1986

### Selección nacional
- Copa Africana de Naciones (1): 1988